# Рудникова аерологія
Рудникова аероло́гія, аерологія гірничих підприємств (англ. mining aerology, mine aerology, нім. Aerologie im Bergbau) — галузь гірничої науки, що вивчає властивості атмосфери копалень (шахт і кар'єрів), закони руху повітря, переносів газу, пилу, теплоти в гірничих виробках і в масиві гірських порід. Базується на законах загальної аеродинаміки і термодинаміки.
Основні розділи шахтної аерології — шахтна атмосфера, шахтна аеродинаміка, шахтна газодинаміка, динаміка шахтних аерозолів, шахтна термодинаміка.
Головні проблеми наукової дисципліни — зниження аеродинамічного опору виробок, вдосконалення методів розрахунку шахтних вентиляційних мереж, підвищення ефективності дегазації шахт, розробка ефективних методів і засобів теплового кондиціонування шахтного повітря, розробка науково обґрунтованих методів розрахунку кількості повітря, необхідного для вентиляції шахт, створення наукових основ автоматизованого управління вентиляцією шахт, підвищення надійності шахтних вентиляційних систем.
Аерологія кар'єрів розробляє наукові основи прогнозу атмосферних умов і провітрювання відкритих гірничих розробок. Основні розділи аерології кар'єрів: атмосфера і мікроклімат кар'єрів, аеродинаміка, термодинаміка, газопилова динаміка атмосфери кар'єрів.
Основний метод дослідження рудникової аерології — теоретичний аналіз в поєднанні з експериментальними дослідженнями і натурними спостереженнями, а також комп'ютерним моделюванням.